# 彭仕端
彭仕端（？—1030年代），北宋下溪州（治今湖南省古丈县东北）土官，溪州蛮首领。彭儒猛之子。
天圣初年，兄长彭仕汉唆使众人作乱，他受父命杀死彭仕汉。天圣五年（1027年），彭儒猛去世，彭仕端向宋朝献名马，宋仁宗下诏归还其马，令他袭任下溪州刺史，赐以袍带。天圣七年（1029年），派遣弟弟彭仕羲赴东京开封府贡献方物。明道初年，在官任上去世，其弟彭仕羲袭任。